# Kosei Akaishi
Kosei Akaishi (n. 26 februarie 1965, Hirosaki, Japonia) este un luptător ce a reprezentat Japonia, medaliat olimpic. A participat la 3 ediții ale Jocurilor Olimpice (1984, 1988, 1992) în care a câștigat o medalie de argint și o medalie de bronz.